# Дегвинский сельсовет
Дегвинский сельсовет  — административно-территориальная единица и муниципальное образование со статусом сельского поселения в Сергокалинском районе Дагестана Российской Федерации.
Административный центр — село Дегва.

## Население
| 2002 | 2010 | 2012 | 2013 | 2014 | 2015 | 2016 |
| ---- | ---- | ---- | ---- | ---- | ---- | ---- |
| 1324 | ↘824 | ↗829 | ↘822 | ↗824 | ↘817 | ↘808 |
| 2017 | 2018 | 2019 | 2020 | 2021 | 2023 | 2024 |
| ↘786 | ↘761 | ↘758 | ↘750 | ↘629 | ↘615 | ↗616 |
| 2025 |      |      |      |      |      |      |
| ↘613 |      |      |      |      |      |      |

## Состав
| № | Населённый пункт | Тип населённого пункта       | Население |
| - | ---------------- | ---------------------------- | --------- |
| 1 | Аймазимахи       | село                         | →0        |
| 2 | Дегва            | село, административный центр | ↘613      |